# Tabanus oliviventroides
Tabanus oliviventroides är en tvåvingeart som beskrevs av Xu 1984. Tabanus oliviventroides ingår i släktet Tabanus och familjen bromsar. Inga underarter finns listade i Catalogue of Life.